# Chiesa di San Donnino (Pisa)
La chiesa di San Donnino di Pisa si trova in via Quarantola.

## Storia e descrizione
Fu edificata nella sede attuale nel 1303 dopo aver avuto dal 1242 varie collocazioni. Già annessa a un monastero benedettino, nel 1575 fu concessa dal cardinale Ferdinando de' Medici ai Cappuccini, che hanno definitivamente chiuso il convento nel 2012.
Gravemente danneggiata da un bombardamento il 25 dicembre del 1943 nella seconda guerra mondiale, è stata ricostruita nel 1946-1950.
All'interno conserva un trecentesco affresco con la Madonna col Bambino, e, nell'ex-coro dei frati, un dipinto su tela di Giovanni Bilivert (1636) con l'Impressione delle stimmate a san Francesco, già pala dell'altar maggiore della distrutta chiesa originaria.
Prima delle devastazioni causate dall'ultima guerra, nel chiostro si trovava la tomba dell'architetto pisano Alessandro Gherardesca. Nella chiesa ricostruita resta solo la lapide sepolcrale di una Maria Lorenzina Zaira, penultimogenita di Alessandro.